# Kirchbach-Zerlach
Kirchbach-Zerlach är en kommun i distriktet Südoststeiermark i förbundslandet Steiermark i Österrike. Huvudort är Kirchbach in Steiermark.
Kommunen består av tolv orter (Ortschaften) (inom parentes invånarantal 1 januari 2024):

- Breitenbuch (393)
- Dörfla (470)
- Glatzau (236)
- Kirchbach in Steiermark (861)
- Kittenbach (85)
- Kleinfrannach (168)
- Maierhofen (116)
- Maxendorf (191)
- Tagensdorf (19)
- Weißenbach (147)
- Zerlach (361)
- Ziprein (142)

Kommunen bildades under namnet Kirchbach in Steiermark den 1 januari 2015 genom en sammanslagning av kommunerna Kirchbach in Steiermark och Zerlach. Den 1 januari 2016 bytte kommunen namn till Kirchbach-Zerlach.